# Sant Diumenge
Sant Diumenge és una muntanya de 796 metres que es troba al municipi de Riner, a la comarca catalana del Solsonès. El cim està situat a poc més d'un quilòmetre al nord del poble de Su. Al cim podem trobar-hi un vèrtex geodèsic (referència 275101001).